# Campionati europei di ciclismo su pista 2023 - Scratch femminile
Lo scratch femminile ai Campionati europei di ciclismo su pista 2023 si svolse l'8 febbraio 2023 presso il Velodrome Suisse di Grenchen, in Svizzera.

## Risultati
La gara si disputò sulla distanza di 40 giri (10 km).
| Pos. | Atleta                 | Nazione       | Distacco |
| ---- | ---------------------- | ------------- | -------- |
| 1    | Maria Martins          | Portogallo    |          |
| 2    | Eukene Larrarte        | Spagna        |          |
| 3    | Daria Pikulik          | Polonia       |          |
| 4    | Maike van der Duin     | Paesi Bassi   |          |
| 5    | Martina Fidanza        | Italia        |          |
| 6    | Ella Barnwell          | Gran Bretagna |          |
| 7    | Petra Ševčíková        | Rep. Ceca     |          |
| 8    | Anita Stenberg         | Norvegia      |          |
| 9    | Shari Bossuyt          | Belgio        |          |
| 10   | Clara Copponi          | Francia       |          |
| 11   | Argiro Milaki          | Grecia        |          |
| 12   | Alice Sharpe           | Irlanda       |          |
| 13   | Olivija Baleišytė      | Lituania      |          |
| 14   | Alžbeta Bačíková       | Slovacchia    |          |
| 15   | Anna Kolyžuk           | Ucraina       |          |
| 16   | Lena Charlotte Reißner | Germania      |          |
| 17   | Verena Eberhardt       | Austria       |          |
| 18   | Léna Mettraux          | Svizzera      |          |
| 19   | Zsuzsanna Kercsó-Magos | Ungheria      | ritirata |